# Кину я кості
«Кину я кості» (англ. Gonna Roll the Bones) — науково-фантастичне оповідання Фріца Лайбера, вперше опубліковане в антології Гарлан Еллісон «Dangerous Visions» 1967 року.
Отримало нагороди «Г'юго» та «Небула» за найкращу коротку повість.

## Сюжет
Джо Слетерміл — бідний шахтар, чиє життя є суцільним розчаруванням. Його дружина випікає вдома хліб, щоб доповнити дохід сім'ї, а його літня мати живе з ними і регулярно висловлює своє несхвалення його способом життя. Його єдиною віддушиною є відвідування місцевих гральних закладів, де він програє свої гроші, напивається і займається сексом з повіями; потім повертається додому, б'є дружину і ночує у в'язниці. Він дізнається, що відкрився новий клуб «The Boneyard» і вирішує відвідати його.
Джо володіє надзвичайним навиком точного кидання і може змусити кості показувати будь-яку комбінацію. Приєднавшись до гри в крепс, він використовує свій талант, щоб виграти кілька тисяч доларів, перш ніж зіткнутися з «Великим гравцем», блідою фігурою, прихованою під темним капелюхом і довгим пальто. Цей гравець доводить до банкрутства всіх інших гравців своїм безпомилковим кидком і Джо втрачає всі свої гроші, випадково викинувши програшну комбінацію. Однак замість того, щоб закінчити гру, Великий Гравець пропонує поставити всі свої виграші, а також світ і все, що в ньому, проти життя та душі Джо. Джо вірить, що він зіткнувся з втіленою Смертю.
Джо викидує «очі змії», програючи ставку. Він готується вбити себе, пірнувши в стіл, під сукном якого вхід до безодні, але натомість стрибає через нього і нападає на Великого Гравця. Тіло останнього розсипається від удару, Джо викидають з клубу, він ще встигає вкрасти жменю фішок.
На вулиці він виявляє, що тримає шматок черепа Великого Гравця, який зроблено з тіста. Він згадує хліби, які його дружина ставила в піч, коли він пішов, у формі черепа та грудної клітки Великого гравця. Він розуміє, що вона якимось чином створила цього супротивника, щоб принизити його.
Викрадені фішки виявилися облатками для причастя. Тепер, вільний від впливу дружини та з повною кишенею їжі, він повертається додому «далекою дорогою, навколо світу».